# Radio Trestads nyårsrevy
Radio Trestads nyårsrevy (fullständigt namn: Sista året med lillebror – Radio Trestads nyårsrevy) är en radiorevy i en del med Galenskaparna och After Shave som sändes 1983.
I likhet med deras tidigare radioprogram var också detta en blandning av sånger och sketcher. Man hade inte råd att anlita professionella musiker utan spelade all musik själva.
Radio Trestad är det tidigare namnet på SR Väst.